# Jiří Sehnal
Jiří Sehnal (* 15. února 1931 Radslavice) je český muzikolog a hudební historik, dlouholetý organolog brněnské diecéze.

## Život a dílo
Po maturitě na reálném gymnáziu v Přerově studoval dějiny hudby a estetiku na Filozofické fakultě Univerzity Palackého v Olomouci. Po ukončení studia pracoval od roku 1955 do roku 1958 v Oddělení katalogizace Univerzitní knihovny v Olomouci a zároveň spravoval hudební archiv a knihovnu na zámku v Kroměříži. V roce 1958 přešel do Výzkumného ústavu zelinářského České akademie zemědělských věd v Olomouci, kde působil do roku 1964 jako knihovník. Téhož roku pak nastoupil do Oddělení dějin hudby Moravského muzea v Brně jako odborný asistent a v roce 1978 byl ustanoven vedoucím tohoto oddělení. V roce 1997 byl jmenován profesorem.
Jeho odborným zájmem jsou především dějiny hudby 17. a 18. století na Moravě, kapely olomouckých biskupů, dějiny varhan a katolická chrámová hudba 17.–19. století. Po celý život se aktivně zapojuje do činnosti vědeckých i společenských organizací nejen v České republice, ale i v zahraničí. Věnuje se rovněž pedagogické činnosti a přednáší odborné i laické veřejnosti.
V roce 1991 byl ustanoven organologem brněnské diecéze. Na starosti tak měl vedení evidence o varhanách v diecézi, o jejich stavu a opravách. Veškeré opravy s ním byly také konzultovány, aby nedošlo k nežádoucím zásahům do mnohdy památkově chráněných nástrojů. Tuto funkci vykonával až do roku 2009. V roce 1992 stál u zrodu brněnské jednoty Musica sacra, kde byl místopředsedou, dnes je čestným členem.
V roce 2019 vydal společně s Karlem Cikrlem nové a rozšířené vydání Příručky pro varhaníky.

## Členství a funkce ve vědeckých a společenských organizacích
- 1965 – člen Gesellschaft der Orgelfreunde
- 1966–1991 – člen Gesellschaft für Musikforschung
- 1967–1982 člen výboru Mezinárodního hudebního festivalu Brno
- 1967–2000 expert Památkového úřadu v Brně pro historické varhany
- 1969–1970 člen redakční rady Opus musicum
- 1972–2006 vedoucí sekce přátel varhan při Muzejní a vlastivědné společnosti v Brně
- 1973 – řádný člen Gesellschaft zur Herausgabe von Denkmälern der Tonkunst in Österreich, Wien
- 1978 – člen redakční rady Národní knihovny ČR pro Souborný hudební katalog
- 1978–1990 – garant dokumentace varhan v českých zemích při Společnosti pro starou hudbu
- 1978 – člen Akademie für Mozartforschung, Salzburg
- 1983 – člen vědecké rady Johann-Michael-Haydn-Gesellschaft, Salzburg
- 1989 – člen Joseph-Haydn-Institut, Köln
- 1990 – člen Internationale Gesellschaft zur Erforschung und Förderung der Blasmusik, Graz
- 1990 – člen výboru Muzejní a vlastivědné společnosti v Brně
- 1991–2009 organolog brněnské diecéze
- 1991–2009 místopředseda jednoty Musica Sacra, Brno
- 1997–1998 člen vědecké rady ÚHV AV ČR
- 1998 – 2000 člen subkomise Grantové agentury ČR
- 1998 – člen komise pro obhajoby doktorských disertačních prací SAV – Bratislava
- 2011 – člen redakční rady Musica Istropolitana [5]

## Ocenění
V roce 2006 se stal nositelem Ceny Jihomoravského kraje za přínos v oblasti hudebních věd.
V říjnu 2016 se k jeho životnímu jubileu uskutečnila v Moravské zemské knihovně výstava nazvaná Jiří Sehnal – hudební historik Moravy. Představila veřejnosti badatelskou činnost Jiřího Sehnala v oblasti dějin hudby 17. a 18. století se zřetelem k Moravě, dále jeho výzkum v oblasti dějin varhan a katolické chrámové hudby i jeho bohatou publikační činnost.
Dne 19. listopadu 2016 během 21. Svatocecilského setkání chrámových hudebníků v brněnské katedrále sv. Petra a Pavla mu diecézní biskup Vojtěch Cikrle předal medaili sv. Cyrila a Metoděje za celoživotní přínos v umělecké oblasti, zejména v propagaci a interpretaci duchovní hudby.
V roce 2023 byl oceněn Cenou města Brna za přínos v oblasti hudby.